# Юридична практика
Юриди́чна пра́ктика — це професійна юридична діяльність з видання, тлумачення і реалізації правових приписів, здійснювана з урахуванням накопиченого соціально-правового досвіду.

## Класифікація юридичної практики
На сучасному етапі до змісту юридичної практики (діяльності) відносять не тільки складання документів, консультування та участь у судовому засіданні, а також багато інших юридично значущих дій. До вже існуючого переліку слід додати:
- попередження
- припинення та розслідування правопорушень
- притягнення до юридичної відповідальності,
- виконання покарань,
- підготовка та прийняття нормативно-правових актів,
- здійснення правовиховної та науково-дослідницької діяльності,
- реєстрація та статистичний облік правових явищ, результатів юридичної діяльності.

За суб'єктами юридичну практику поділяють на: 
- судову;
- прокурорську;
- законодавчу;
- слідчу та інші.

За змістом інтелектуальної діяльності юридична практика класифікується:
- пізнавально-пошукова практика
- реконструктивна юридична практика
- організаційна,
- реєстраційна,
- комунікативна практика
- слідча практика

## Юридична діяльність
Юридична діяльність — це система юридично значущих, законодавчо регламентованих дій та операцій, спрямована на задоволення публічних і приватних інтересів. Вона являє собою різновид соціальної діяльності. Їй притаманні основні риси, характерні для будь-якої соціальної діяльності: предметність, доцільність, упорядкованість, вибірковість, системність, планомірність, самоорганізованість тощо.
Підпадаючи під сферу правового регулювання, соціальна діяльність одержує юридичні властивості, які дозволяють розглядати її як самостійний вид діяльності.
Не варто плутати з «юридично значимими діями» — діями учасників правовідносин, що породжують суб'єктивні права та юридичні обов'язки.

## Основні риси юридичної діяльності
- Відбувається у сфері дії права з використанням правових засобів;
- Здійснюється спеціально уповноваженими на те суб'єктами, які володіють юридичними знаннями;
- Її метою є упорядкування, узгодження суспільних відносин по відношенню до вимог права, вирішення конкретних життєвих ситуацій та задоволення на цій основі індивідуальних, групових та загальнодержавних потреб та інтересів;
- Юридична діяльність має організуючий характер, націлена на організацію дій інших суб'єктів і значною мірою пов'язана з державною діяльністю;
- Зміст юридичної діяльності у кожній конкретній ситуації складають окремі дії юристів, що націлені на досягнення бажаних правових результатів;
- Юридична діяльність у багатьох ситуаціях виявляє елементи творчості, індивідуального підходу, винесення конкретного рішення на підставі загальної моделі поведінки;
- Юридична діяльність своїм правовим впливом пронизує майже всі сфери суспільного життя, які підлягають правовому регулюванню.

Види юридичної діяльності:
За інтелектуальним змістом юридична діяльність поділяється так:
•  пізнавально-пошукова  — збирання повної інформації щодо юридичних явищ;
•  реконструктивна  — аналіз інформації, розробка версій, напрямку розв'язання юридичної проблеми;
•  організаційна  — упорядкування і координація дій суб'єктів при веденні юридичної справи;
•  реєстраційна  — передавання отриманої інформації в письмовій правовій формі;
•  комунікативна  — спілкування юриста з іншими учасниками і суб'єктами юридичної справи у процесі її вирішення.
За суб'єктами розрізняють діяльність судову, арбітражну, слідчу, прокурорську, адвокатську, нотаріальну, юридичне консультування.

  Також за суб'єктами діяльності розрізняють ще такі, зокрема, види діяльності:  
• юридичну діяльність органів дізнання (поліція, митниця, пожежний нагляд та ін.);
• криміналістично-судову експертизу;
• діяльність оперативно-пошукових органів (МВС, СБУ);
• діяльність органів виконання покарання.
Залежно від норм права, які реалізуються, розрізняють такі види юридичної діяльності:
• регулятивну, пов'язану з правомірною поведінкою суб'єкта права;
• правоохоронну, пов'язану з неправомірною поведінкою суб'єкта права (із здійсненням правопорушення).
Регулятивна діяльність поділяється на такі види:
• реєстраційно-засвідчувальну (видача посвідчення про право приватної власності на квартиру);
• правонадільну (дозвіл органів нотаріату на право вступу у володіння спадщиною).
Правоохоронна діяльність поділяється на такі види:
• попередження правопорушень (здійснення міліцією профілактики правопорушень);
• припинення правопорушення(здійснюється після початку правопорушення), наприклад затримання за дрібне хуліганство;
• розкриття правопорушень (знаходження правопорушників);
• розслідування правопорушень (встановлення точних деталей злочину);
• визначення судом чи іншими компетентними органами покарання правопорушника;
• виконання покарання.

Юридична справа — це життєвий випадок, який існує у вигляді окремої самостійної ситуації (наприклад, правопорушення, суперечка), яка потребує розгляду і вирішення відповідно до норм права компетентним органом.

Наведемо найважливіші дії, які реалізуються у процесі ведення юридичних справ.
1.Здійснення юридично важливих дій (допит свідка, винесення вироку та інші процесуальні дії).
2.Написання юридичних документів з фіксацією юридично значущих дій.
3.Виступи в юридичних закладах, де формуються юридичні вимоги і заяви, потрібні у процесі розгляду юридичної справи.

Юридична справа

## Структура юридичної діяльності
Структура юридичної діяльності — це така її конструкція, її основні елементи та їх зв'язки, що забезпечують її цілісність, збереження її властивостей при впливі на неї різноманітних чинників суспільного життя. Елементами юридичної діяльності є суб'єкти і учасники, об' єкти, юридичні дії і операції, способи і засоби їх здійснення, мета і результати тощо.
Суб 'єкт юридичної діяльності розглядається в двох аспектах:
1) організаційно-структурному
2) персонально-особистісному.
В  організаційно-структурному аспекті суб'єкт являє собою утворені та діючі у встановленому порядку компетентні органи, організації і установи з їх внутрішніми підрозділами (відділами, управліннями та ін.) і зв' язками.
Динамічну сторону юридичної діяльності утворюють юридичні дії та операції.
Юридичні дії являють собою виражені ззовні, соціально-перетворюючі, такі, що спричиняють певні юридичні наслідки, акти суб'єктів.
Сукупність взаємозалежних дій, об'єднаних загальною метою і спрямованих на вирішення більш-менш відокремленого завдання, становить юридичну операцію.
Предмети (явища, процеси), за допомогою яких забезпечується досягнення мети, необхідного результату юридичної діяльності, становлять її засоби. Виділяються спеціально-юридичні і технічні, матеріальні і інтелектуальні, прості і складні, нормативні та інші засоби.
У своїй сукупності вони становлять найважливіший компонент правотворчої, правозастосовної, інтерпретаційної, контрольної та інших юридичних технік.
Засоби використовуються для дослідження суспільних відносин, конкретних соціальних ситуацій, прийняття та оформлення рішень, аналізу правових актів, вивчення матеріалів юридичної практики.
Сукупність однотипних способів і засобів становить метод юридичної діяльності.
Система відповідних способів, засобів і методів, спрямованих на досягнення найближчих цілей, являє собою юридичну тактику, а спрямованих на досягнення головних, фундаментальних цілей — юридичну стратегію.
Починаючи з ідеального (формального) передбачення результату, юридична діяльність закінчується одержанням фактичного результату. Залежно від ступеня їх збігу вирішується питання про те, чи досяг суб' єкт поставленої мети, наскільки ефективні були його дії, використані способи та засоби. Результат юридичної діяльності виражається в прийнятому суб' єктом рішенні або здійсненій ним юридично значущій дії, що закріплюються у відповідному правовому акті-документі (правотворчому, правозастосовному, інтерпретаційному тощо), видання якого входить до компетенції відповідного суб'єкта.
Акти-документи знаходять своє зовнішнє втілення в певній юридичній формі. Вона залежить від виду акта-документа (наприклад, закон, постанова, розпорядження, рішення, наказ, ухвала, протест, подання, декрет, указ та ін.) і виражається у вимогах щодо обов'язкових реквізитів, послідовності їх розміщення, часу складання документа, правових наслідків його прийняття, а також умов юридичної недійсності, підстав щодо його скасування та зміни. Вид, зміст та юридична сила актів-документів обумовлюються компетенцією суб'єкта їх видання.
Важливе значення для дослідження юридичної діяльності на теоретичному і практичному рівнях мають поняття, які характеризують її основні параметри: обсяг, інтенсивність, ефективність, економічність, законність, соціальну цінність юридичної діяльності.
Структура юридичної діяльності

## Правові форми юридичної діяльності
Правова форма діяльності органів держави — це визначений законодавством (юридично оформлений) порядок здійснення ними юридично значущих дій та операцій, спрямованих на здійснення функцій держави.
Також, на відміну від фактичної діяльності правові форми діяльності державних органів мають такі чітко виражені ознаки:
1) Система юридично значущих дій, спрямованих на реалізацію функцій держави, здійснюється органами держави, посадовими особами та іншими уповноваженими на те державою суб'єктами.
2) Здійснення юридично значущих дій відбувається за допомогою таких юридичних засобів, як розроблення і прийняття нормативно-правових актів, видання актів тлумачення норм права, прийняття в порядку застосування норм права індивідуально-правових актів тощо.
3) Результати застосування окремих правових форм закріплюються у визначених законом юридичних актах (закон, міжнародний договір, рішення суду тощо).
4) Порядок здійснення юридично значущих дій, як правило, регулюється процесуальними нормами. Він може бути регламентований детально (наприклад, регулювання процедури діяльності судових органів процесуальними кодексами) або ж фрагментарно (регламентація процедури діяльності окремих органів держави, посадових осіб при вирішенні ними юридичних питань).
Відповідно правові форми діяльності державних органів поділяються на установчу, правотворчу, правозастосовну, контрольно-наглядову та правосуддя
- Установча діяльність — це правова форма діяльності щодо створення і припинення функціонування шляхом реорганізації або лікві-дації всіх органів і структур державної влади, об'єднань громадян, суб'єктів підприємницької діяльності, а також їх кадрового забезпечення.

- Правотворча діяльність — це правова форма діяльності з розроблення, зміни та скасування правових норм, санкціонування інших

соціальних норм шляхом надання юридичної сили вже існуючим у суспільстві правилам поведінки, звичаям; прийняття, офіційного оприлюднення та набрання чинності нормативно-правових актів.
- Правозастосовна діяльність — це правова форма діяльності з розгляду та вирішення індивідуальних юридичних справ, яка полягає в наділенні одних суб'єктів правами, покладанні на інших суб'єктів юридичних обов'язків, офіційному визнанні юридичних фактів, укладенні угод, розгляді юридичних питань про наслідки правових спорів і правопорушень та притягнення винних до юридичної відповідальності органами та посадовими особами позасудової юрисдикції.

- Правосуддя — це правова форма діяльності державних органіві посадових осіб системи судової влади з розгляду і вирішення в судових засіданнях у встановленому законом порядку юридичних справ у формі конституційного, адміністративного, господарського, цивільного та кримінального судочинства.

- Контрольно-наглядова діяльність — це правова форма діяльності, яка виражається в здійсненні юридично значущих дій за наглядом і перевіркою відповідності виконання та додержання підконтрольними суб'єктами правових приписів і припиненні правопорушень відповідними організаційно-правовими засобами.

## Юридичний процес
Юридичний процес — це система нормативно встановлених процесуальних форм упорядкування діяльності органів держави, спрямованих на вирішення соціально-правової ситуації, забезпечення та гарантування інтересів суб'єктів права.
У літературі звертається увага на циклічний, процедурно-процесуальний характер юридичної діяльності.
Цей аспект має велике теоретичне і практичне значення, оскільки відображає юридичну діяльність як систему взаємозалежних, спеціально впорядкованих, послідовних дій та операцій, що підпорядковані загальній меті і призводять до конкретного результату. Ця циклічність значно формалізована, опосередкована процесуально-правовими вимогами, які офіційно встановлюють умови, порядок і режим діяльності компетентних органів.
Теорію юридичного процесу активно розробляли професор В. Горшеньов та його наукова школа. Вони визначають юридичний процес як комплексну систему правових порядків (форм) діяльності уповноважених органів держави, посадових осіб, а також зацікавлених у вирішенні різноманітних юридичних справ інших суб'єктів права.
Цей процес притаманний будь-якій юридично значущій діяльності, містить її програму і виступає суттєвою гарантією точного додержання та результативного здійснення правових приписів.
Процесуальна форма як наукова конструкція розкриває структурно-технологічну характеристику правової форми діяльності.
Це система передбачених процесуальним правом юридичних засобів, дій та операцій, за допомогою яких урегульовуються всі питання, що виникають в юридичному процесі.
Такий підхід дозволяє внести ясність у розуміння будь-якої процесуальної діяльності так само, як це здійснюється за допомогою категорії «склад правопорушення» при кваліфікації будь-якого протиправного діяння.
Процесуальне провадження — це головний елемент процесуальної форми, що являє собою комплекс взаємопов'язаних і взаємозумовлених
процесуальних дій, які: 1) утворюють певну сукупність процесуальних правовідносин; 2) викликають необхідність у встановленні, доведенні, обґрунтуванні усіх обставин юридичної справи, що розглядається;3) обумовлюють необхідність закріплення, офіційного оформлення одержаних процесуальних результатів у відповідних актах-документах.
Процесуальна стадія — це динамічна, відносно замкнута сукупність закріплених чинним законодавством способів, прийомів, форм, які виражають неухильне виконання процедурно-процесуальних вимог, що забезпечують послідовність здійснення конкретних дій, спрямованих на досягнення кінцевого процесуального результату.
Процесуальний режим — це конструкція, яка складається з принципів, що діють у процесуальній сфері, засобів і способів здійснення ефективного процесу, гарантій забезпечення оптимальних результатів процесу, та відображає якісні характеристики правових форм діяльності.
Так, у правотворчій діяльності легко виявити всі основні елементи процесуальної форми з їх специфічними рисами і особливостями.
Відзначимо такі режими право-творчої діяльності: безпосередня правотворчість народу — референдум; правотворчий режим колегіальних органів держави; правотворчий режим посадових осіб, які мають повноваження приймати нормативні акти одноособово.